# Импровизация
Импровизация (на италиански: improvisazione, от латинското improvisus – неочакван) е практика на театрална игра, пеене, разговор или реакция, на извършване на действие или на създаване (например композиране) на момента като израз на моментните усещания. При това могат да се създават нови модели и практики, символика и прочее.
Импровизацията възниква в древния тип музициране, при който процесът на съчиняване на музиката произхожда непосредствено във времето на нейното изпълнение.